# Relaciones Alemania-Argentina
Las relaciones Alemania-Argentina se refiere a las relaciones bilaterales entre la República Federal de Alemania y la República Argentina. La ciudad libre de Hamburgo fue el primer estado alemán en establecer relaciones diplomáticas con Argentina en 1829. El primer embajador de Alemania en Argentina fue enviado el 7 de mayo de 1871.
La inmigración alemana en Argentina fue la segunda más numerosa en América Latina (después de Brasil) y la primera en Hispanoamérica. Argentina es hogar de aproximadamente 2,5 millones de descendientes de alemanes.

 
Tenían gran influencia en el sistema educativo argentino y muchas escuelas alemanas eran un lugar en el país. De hecho, el ejército argentino planeaba reclutar a un gran número de científicos y técnicos de la industria en estas escuelas. Muchos empresarios y profesionales alemanes creen que la Argentina estaba industrializada y podía ser estrechada a través de mayores vínculos de tecnología alemana. La creación de periódicos en alemán como Argentinisches Tageblatt, que significa «periódico argentino» y continúa publicando hasta hoy en día.

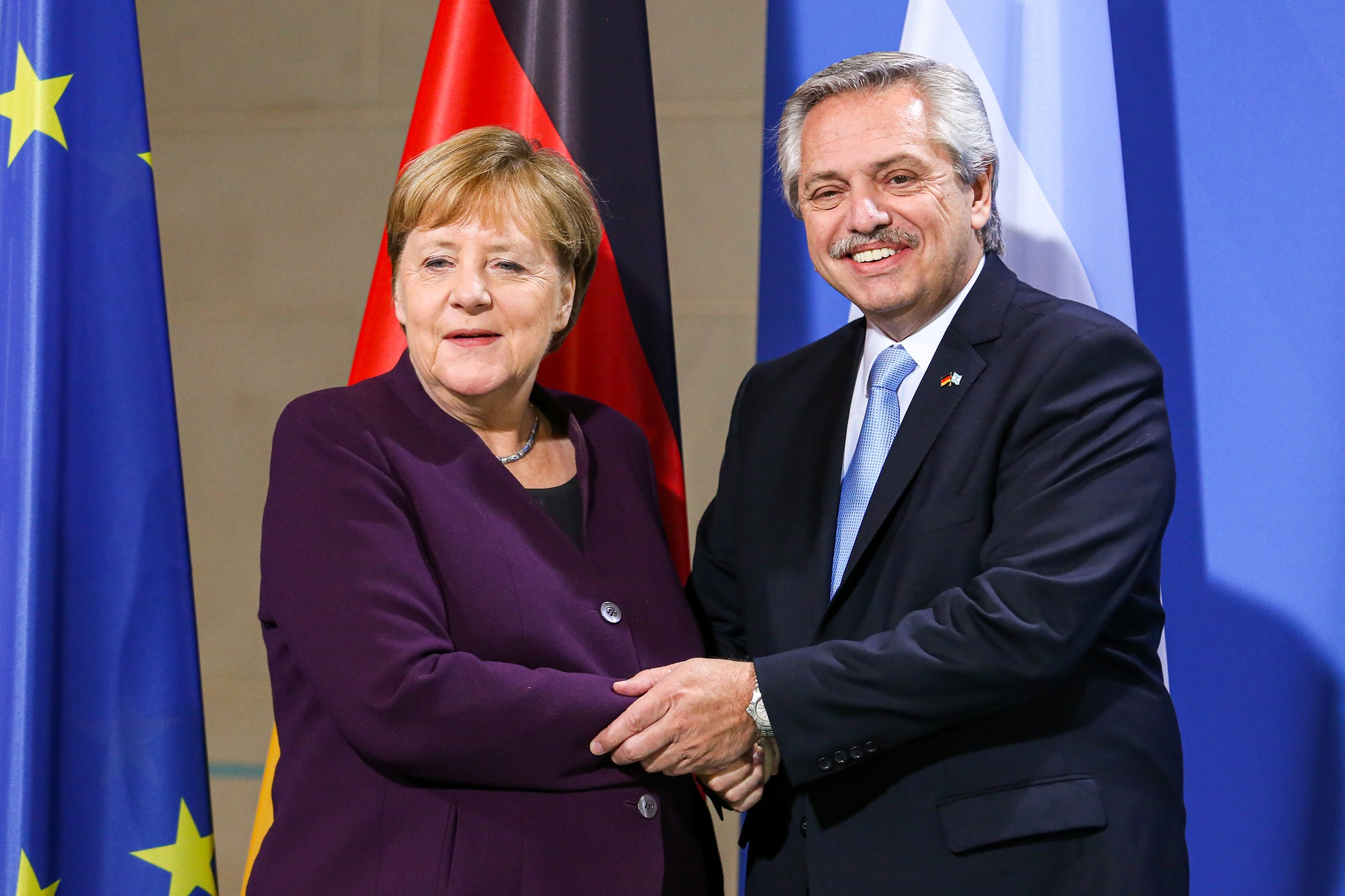
Expresidente, Alberto Fernández junto a la Canciller de Alemania, Angela Merkel.

## Comparación de países
|                             | Argentina | Alemania                                                                                        |
| --------------------------- | --- | ----------------------------------------------------------------------------------------------- |
| Población                   | 47 327 407 (2022) | 83 237 124 (2021)                                                                               |
| Área                        | 2.780.400 km² | 357.168 km²                                                                                     |
| Densidad de población       | 15,9/km² | 233/km²                                                                                         |
| Capital                     | Buenos Aires | Berlín                                                                                          |
| Ciudad más grande           | Buenos Aires 15.625.084 habitantes (área metropolitana)                                                                                         | Berlín 3.775.480 habitantes (área metropolitana)                                                |
| Gobierno                    | República Constitucional Presidencial Federal                                                                                                   | República Parlamentaria Federal                                                                 |
| Lenguas oficiales           | Español | Alemán                                                                                          |
| Religiones principales      | Católicos 76.5%, Ateos y Agnósticos 11.3%, Evangélicos Protestantes 9%, Testigos de Jehová 1.2%, Mormones 0.9%, Islam, Judaísmo y Budismo 1.2%. | Cristianos 66,8%, protestantes 31,7%, hinduismo 1,0%, ortodoxo 1,3%, judaísmo 0,1%.             |
| Grupos étnicos              | 97% personas de descendencia mestiza-europea, asiáticos y negros. [cita requerida]                                                              | 91,6% alemán blanco, 4,5 medio oriente, 1,0% negro, 2,0% mestizos, 1,5% otros. [cita requerida] |
| PIB precios corrientes      | $643.8 mil millones | $4.2 billones                                                                                   |
| Tasa de alfabetización      | 98,9 | 99,0                                                                                            |
| Índice de Desarrollo Humano | 0,836 (Muy alto) | 0,916 (Muy alto)                                                                                |

## Historia

### Primeros Contactos
Prusia reconoció a Argentina en 1845; las ciudades hanseáticas de Bremen y Hamburgo, en 1843. Pero oficialmente, las relaciones entre Alemania y Argentina iniciaron tras la firma del Tratado de Amistad, Comercio y Navegación el 19 de septiembre de 1857, entre el Reino de Prusia (también los estados de la Unión Aduanera de Alemania) y la Confederación Argentina. Al principio, las relaciones implicaban algo de tráfico comercial y un número aún muy reducido de inmigrantes alemanes (menos de 4000).

### Primera Guerra Mundial
El comercio se desarrolló entre Alemania y Argentina tan pronto como la Unificación Alemana. Posteriormente, Argentina mantuvo una fuerte relación económica con Alemania y los apoyó con suministros durante la Primera Guerra Mundial. Más tarde ambos países confluirían en una relación mucho más fraternal firmando varios acuerdos y tratados internacionales sobre todo en el ámbito económico, social y militar. Hacia 1914, Alemania suministraba entre el 11 y el 14% de las importaciones argentinas, sólo superada por el Reino Unido. Pero, a diferencia de Gran Bretaña, Alemania suministraba productos de su industria altamente desarrollada tecnológicamente, por lo que, si bien Argentina se encontraba bajo la hegemonía económica británica, las importaciones alemanas gozabas de un gran reconocimiento en Argentina. A su vez, Argentina se convirtió en el segundo proveedor de materias primas de Alemania después de los Estados Unidos y Alemania se convirtió en el tercer inversor en la Argentina después de Gran Bretaña y Francia
Las relaciones se agitaron tras la invasión alemana a Bélgica (país que era neutral) cuando el en agosto de 1914 las tropas del 3º ejército alemán avanzaron hasta la ciudad de Dinant. La casa de Rémy Himmer (vicecónsul argentino en Dinant), lugar donde funcionaba el consulado argentino, fue saqueada y destruida y con ella los símbolos patrios argentinos. Los archivos del consulado habían sido trasladados por Himmer y puestos a resguardo en la fábrica, pero esta fue incendiada al día siguiente dejando daños valuados en alrededor de 4.000.000 de francos.
El gobierno de Victorino de la Plaza planteó la total neutralidad de Argentina en el conflicto, llegando a emitir cinco decretos entre 1914 y 1916 reafirmando dicha posición, sin embargo, El ministro de Relaciones Exteriores José Luis Murature fue duramente criticado por el diario La Prensa por no repudiar enérgicamente la invasión alemana y el asesinato de los diplomáticos argentinos. El fallecimiento de Himmer fue investigados por el cónsul general en Amberes Augusto Belín Sarmiento, el ministro Alberto Blancas y el coronel Lorenzo Bravo, y el expediente con los detalles fue enviado al ministro Murature. El Ministerio de Relaciones Exteriores exigió una respuesta oficial al gobierno alemán acerca de los actos de agresión. El Departamento Imperial de Relaciones Exteriores explicó a la legación argentina en Berlín que durante el incidente no se había hecho daño alguno a los símbolos nacionales argentinos, que el archivo del Consulado no había sido destruido intencionalmente, Himmer no fue asesinado por su carácter como vicecónsul y el gobierno alemán no tenía intención alguna de agraviar a Argentina

Protestas de civiles argentinos para que se rompan las relaciones entre Argentina y el Imperio Alemán tras el hundimiento de los barcos Curramalan y Toro

El hundimiento del Monte Protegido, del velero Oriana el 6 de junio y del vapor Toro el 22 de junio no se convirtieron en casus belli. Sin embargo, a diferencia del barco Oriana, que transportaba contrabando y no tenía relación con Argentina, el hundimiento del Toro provocó disturbios antialemanes. Al final, el gobierno germano aceptó las exigencias expuestas por el gobierno argentino. El gobierno alemán se comprometió a entregar las compensaciones requeridas después del final de la guerra. Por su parte, el gobierno argentino se comprometió a que ningún barco navegase en la zona de restricción. Esta fue la única concesión de este tipo que las autoridades alemanas hicieron para garantizar la neutralidad de un país durante el transcurso de toda la guerra. Después de abril de 1917, las discusiones entre rupturistas y neutralistas se extendieron a toda la opinión pública argentina. Se acusaban mutuamente de ser manipulados desde el exterior. Las discusiones impactaron en la política argentina. El 9 de septiembre La Prensa publicó textualmente tres de los telegramas, decodificados por los Aliados, enviados por el encargado de negocios alemán Karl Graf von Luxburg al Ministerio de Relaciones Exteriores en Berlín. El diplomático exigía allí el hundimiento sin rastreo posible de barcos argentinos, llamó al ministro del Exterior Pueyrredón como un «notorio burro y anglófilo» y describió a los sudamericanos en general como a «indios» corrompibles
El gobierno argentino reaccionó rápidamente. Tres días después, el 12 de septiembre, Luxburg recibió sus pasaportes y se le declaró persona non grata. Esta decisión fue acompañada de marchas, manifestaciones callejeras y fuertes disturbios contra establecimientos alemanes. La policía terminó involucrada en verdaderas batallas callejeras. Las concesiones diplomáticas del gobierno alemán no evitaron las demandas sociales contra el Segundo Reich. La mayoría de la opinión pública estaba a favor de romper relaciones diplomáticas, al igual que el Congreso después de escuchar al ministro de Relaciones Exteriores, Pueyrredón, el 19 y 22 de septiembre. Los senadores y diputados favorables a la ruptura esgrimieron argumentos sobre el ataque al honor de Argentina y también económicos.

### Segunda Guerra Mundial
Luego de la Gran Guerra, la inmigración hacia el Río de la Plata volvió a aumentar, debido a la crisis económica en el Reich y en la posterior República de Weimar. Este aumento de la inmigración alcanzaría sus niveles más altos con los exiliados políticos producto del ascenso del nacionalsocialismo al poder en 1933 y los exiliados por cuestiones raciales luego de la promulgación de las leyes de Nuremberg en 1935 y, particularmente, luego del pogromo de noviembre de 1938, también conocido como Noche de los Cristales Rotos.
Al principio de la Segunda Guerra Mundial, Argentina tenía una población significativa de alemanes étnicos. Un área donde eran particularmente prominentes era provincia de Misiones, el panhandle noreste de Argentina que confina en Paraguay y Brasil. Se calcula que a principios de los años cuarenta, había alrededor de 10.000 alemanes étnicos en Misiones, de la población total de 190.000 habitantes de la provincia.
Con el surgimiento del nazismo en Alemania, los agentes nazis comenzaron el trabajo activo de propaganda entre los alemanes étnicos que vivían en la Argentina, con reuniones organizadas por los nazis que según se informa se celebraron ya en 1933. La atmósfera nazi-alemana en algunos pequeños, predominantemente Las comunidades alemanas del noreste fueron tan intensas durante la Segunda Guerra Mundial,[cita requerida] que algunos funcionarios argentinos que visitaron esos pueblos informaron que apenas podían sentirse aún en Argentina. Los nazis se opusieron fuertemente por los polacos-argentinos locales, así como por la minoría germano-judía antinazi. Argentina permaneció neutral durante toda la Segunda Guerra Mundial, declarando la guerra a Alemania en 1945. Para los alemanes de la posguerra, Argentina era el destino más deseable para los emigrantes de clase media y alta junto a Suiza. Los alemanes tradicionalmente se consideran tener una Relación Especial con Argentina,  país que mantiene un estado de amistad inquebrantable tanto en los buenos como en los malos tiempos.

### Después de la Guerra

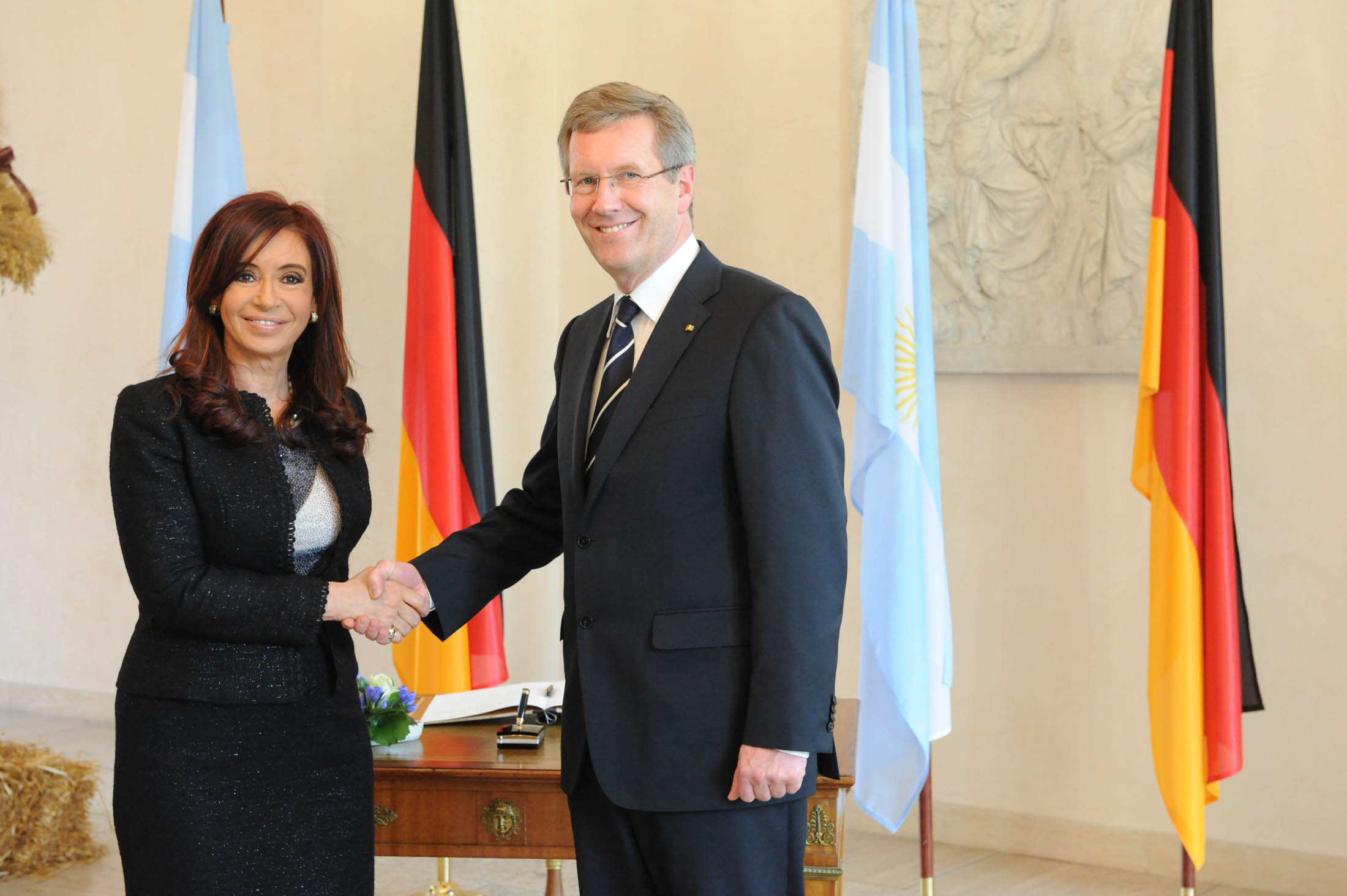
Antigua presidenta Cristina Kirchner y antiguo presidente Christian Wulff.

Durante la temporal ocupación argentina de las Malvinas en 1982, la Argentina estaba dispuesta a retirar sus tropas si pudieran ser reemplazadas por "neutrales". Su sugerencia era que los EE. UU. pudieran representar a Gran Bretaña mientras que Alemania lo haría para la Argentina, sin embargo Alemania y el resto de la Unión Europea (UE), reconocieron completamente al Reino Unido como los legítimos propietarios de las islas y se negaron a reconocer la reclamación argentina.
En 2007, Alemania fue el cuarto socio importador de Argentina con el 5%, detrás de Brasil, los Estados Unidos y China.
Más de 2.5 millones de argentinos son de ascendencia alemana.

## Misiones diplomáticas
- Argentina tiene una embajada en Berlín y consulados generales en Frankfurt y Hamburgo.

- Alemania tiene una embajada en Buenos Aires y 11 consulados generales, en Bariloche, Córdoba, Eldorado, Mar del Plata, Mendoza, Posadas, Salta, Santa Fe, Tucumán y Ushuaia.

## Relaciones culturales

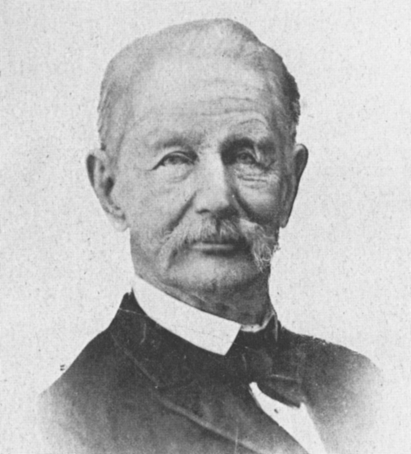
Hermann Burmeister fue un prolífico argentino-alemán naturalista, paleontólogo y zoólogo, fundador de la Academia Nacional de Ciencias de la Argentina.

Famosos científicos alemanes-argentinos, arquitectos, artistas, músicos y escritores:
- Carlos Berg, Naturalista y entomólogo.
- Silvio Gesell, Economista teórico, activista social.
- Johannes Franz Hartmann, Físico y astrónomo. Fue el director del Observatorio Astronómico de La Plata.

- Eduardo Ladislao Holmberg, historiador natural y novelista.
- Alejandro Korn, médico, psiquiatra, filósofo, reformista y político.
- Otto Krause, ingeniero y educador.
- Federico Kurtz, botánico.

Paul Günther Lorentz, botánico.
- Raúl Prebisch, economista conocido por sus contribuciones a la economía estructuralista como la hipótesis de Prebisch-Singer, que formó la base de la teoría económica de la dependencia.
- Carlos Segers, astrónomo. El cráter [[Segers (cráter)] Segers]] en la Luna lleva su nombre.
- Friedrich Schickendantz, científico que trabajó en los campos de mineralogía, química, botánica, geología y meteorología.
- Alfred Wilhelm Stelzner, geólogo.
- Annemarie Heinrich, fotógrafa.
- Federico Lussenhoff, exfutbolista.
- Marcelo Bosch, jugador de rugby.
- Liliana Heker, escritora.
- Sebastian Spreng, artista visual y periodista de música.
- Natty Hollmann, nominado para el Premio Nobel de la Paz el 2 de marzo de 2009.
- Federico Sturzenegger, Presidente del Banco Central de la República Argentina.
- Milagros Schmoll, modelo.
- Margarita Stolbizer, política.
- Francis Mallmann, cocinero de la celebridad.

entre otros.

### Arquitectura

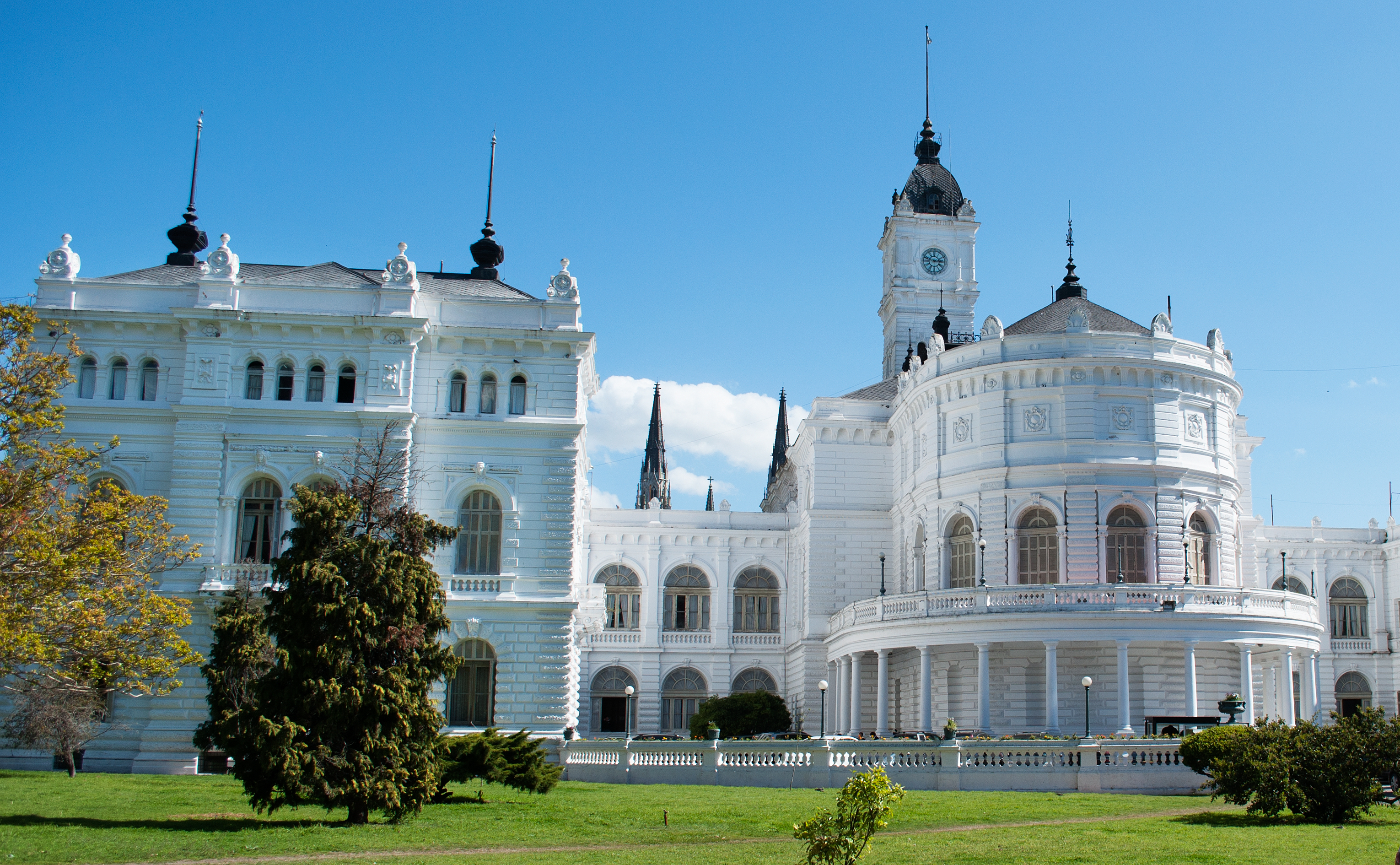
Palacio Municipal de La Plata, diseño eclecticista basado en la arquitectura renacimiento alemana.

Los primeros arquitectos alemanes en Argentina fueron jesuitas que se asentaron en el siglo XVIII. Por ejemplo, la iglesia más antigua conservada en Buenos Aires, la iglesia de San Ignacio de San Ignacio, fue construida por un alemán John Krauss (1664-1714) Que llegaron en 1697. Y fueron seguidos por un montón de ingenieros y arquitectos alemanes que llevaron a cabo muchas obras públicas, puertos, puentes, templos, escuelas, etc. a más recientes longitud y anchura de fechas de Argentina.
El antiguo Hospital de Clínicas José de San Martín de la Universidad de Buenos Aires fue diseñado por un arquitecto alemán Philip Schwarz, la ciudad de La Plata fue delineada por un alemán Carlos Glade . La Asamblea Legislativa de La Plata (1882) fue diseñada por Gustav Heine y Georg Hagemann (arquitectos de Hannover) para administrar el sitio, envió a Carlos Nordmann a Argentina. El municipio de la ciudad fue diseñado por Uberto Stier (arquitecto en Hannover). El mercado de Frutas de Avellaneda (152.000 metros cuadrados), el más grande del mundo, fue construido por el alemán Fernando Moog, quien más tarde también diseñó el Teatro Odeón.
El Palacio de Justicia de La Plata fue diseñado por Adolfo Büttner, el Museo de Bellas Artes Caraffa de Córdoba fue construido por Juan Kronfuss y las instalaciones militares Campo de Mayo fueron construidas por la empresa Siemens Bauunion, como Construcción de teléfonos estatales (Corrientes y Maipú, Buenos Aires). Pasaje Siemens, con acceso a la avenida de Mayo, es un diseño de Hans Hertlein, mientras que el Subway "A" (1913), la Galería General Guemes (1915), la Oficina Central de Correos de Buenos Aires (1915), el Colegio Nacional de Buenos Aires (1918), la Escuela Superior de Comercio Carlos Pellegrini, la planta CADE Puerto Nuevo (925) y el Obelisco de Buenos Aires (1936) son obras de la empresa alemana GEOPÉ, cuyo director alemán fue John Hartmann.

### Idioma
El alemán ocupa el cuarto lugar después del inglés, el francés y el italiano entre las lenguas extranjeras enseñada en Argentina en las escuelas secundarias, colegios y universidades. Por el contrario, casi la mitad de la población alemana puede hablar bien español.

## Galería

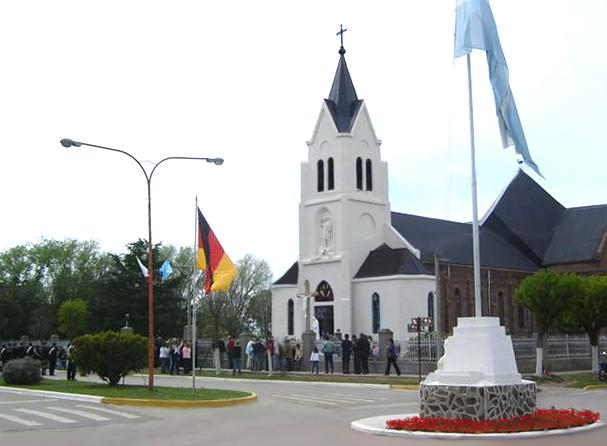
San Miguel Arcángel en la provincia de Buenos Aires es un ejemplo de colonización alemana, poblada casi enteramente por los alemanes del Volga.
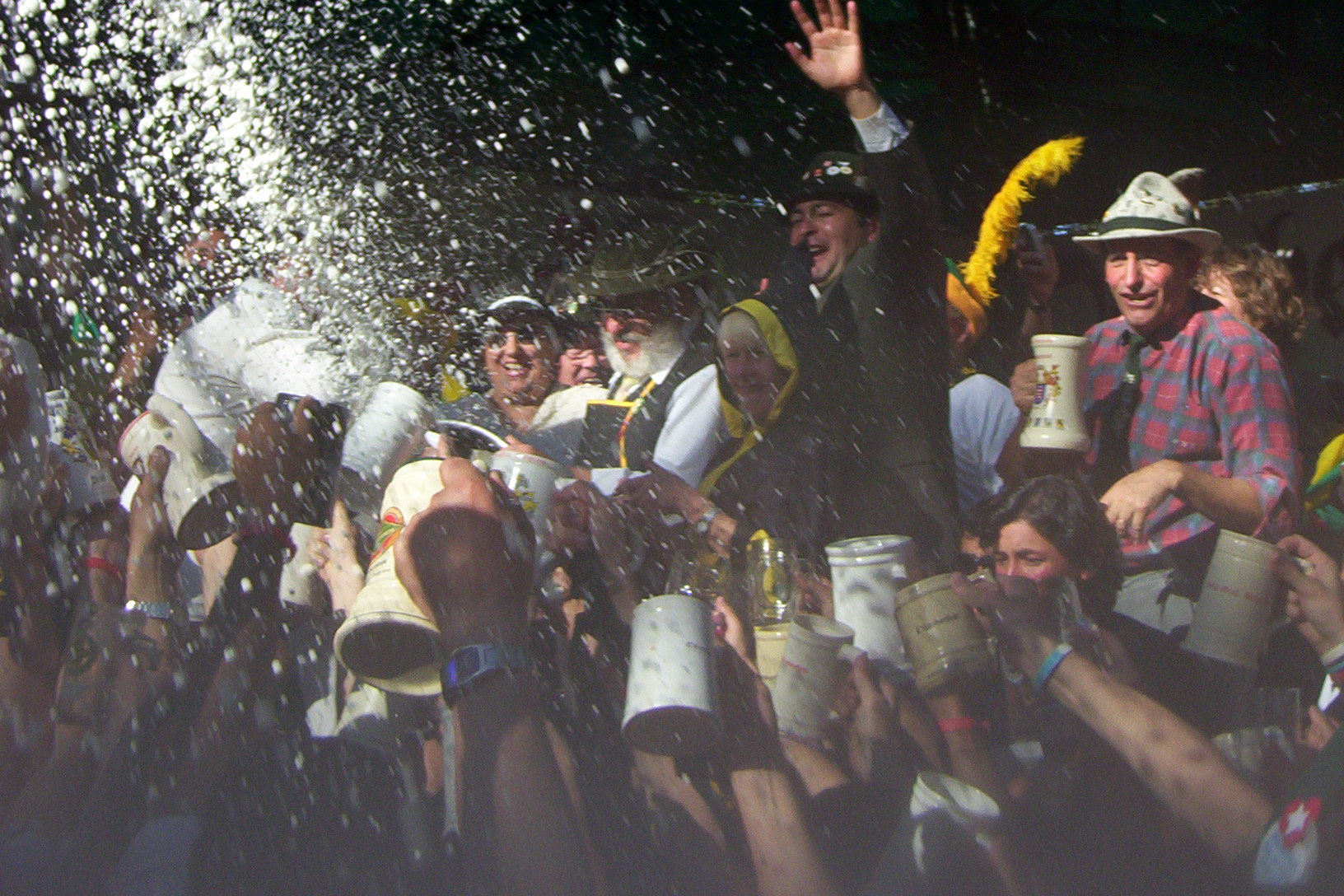
Oktoberfest en Villa General Belgrano.
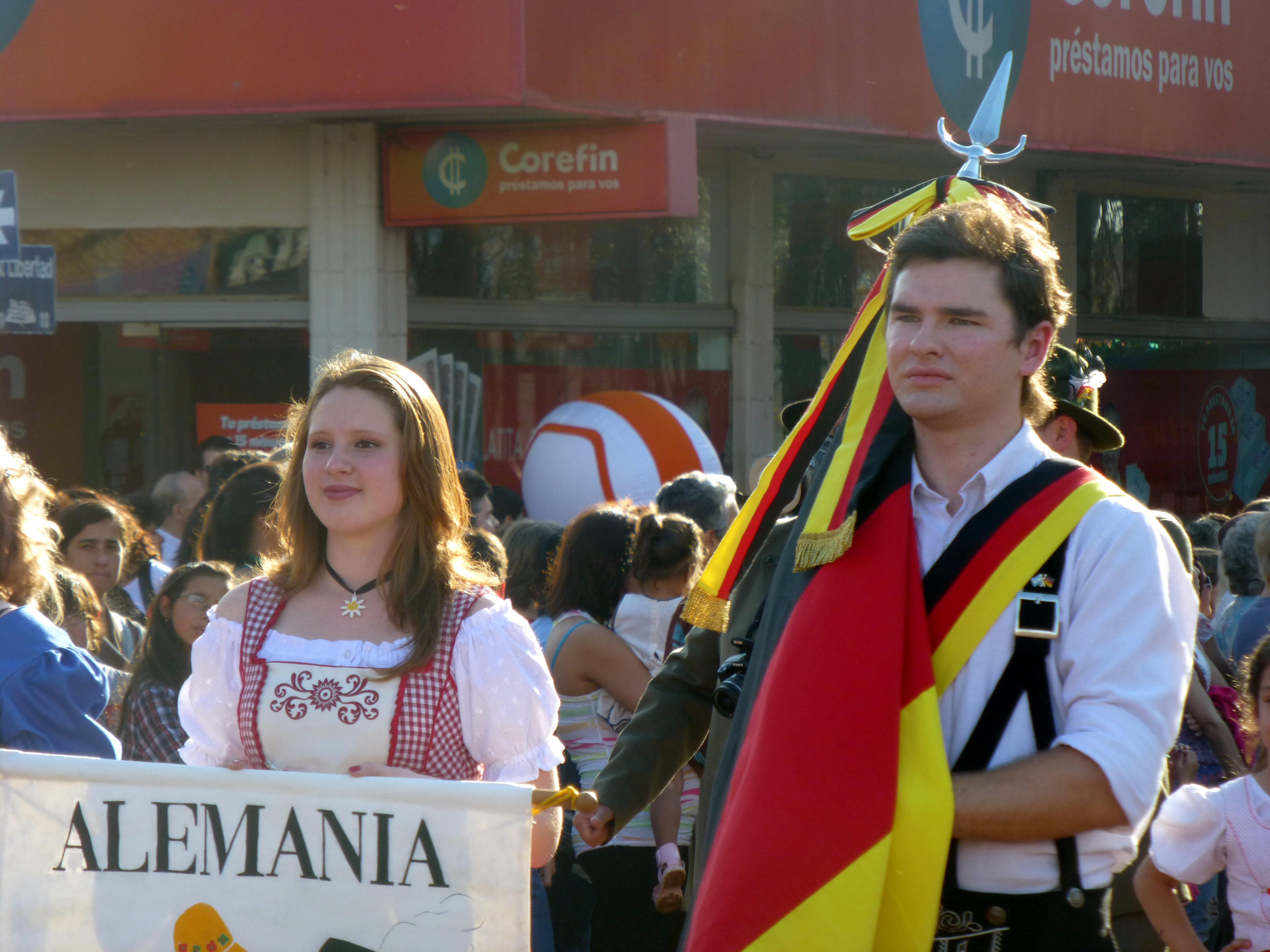
Argentinos alemanes.
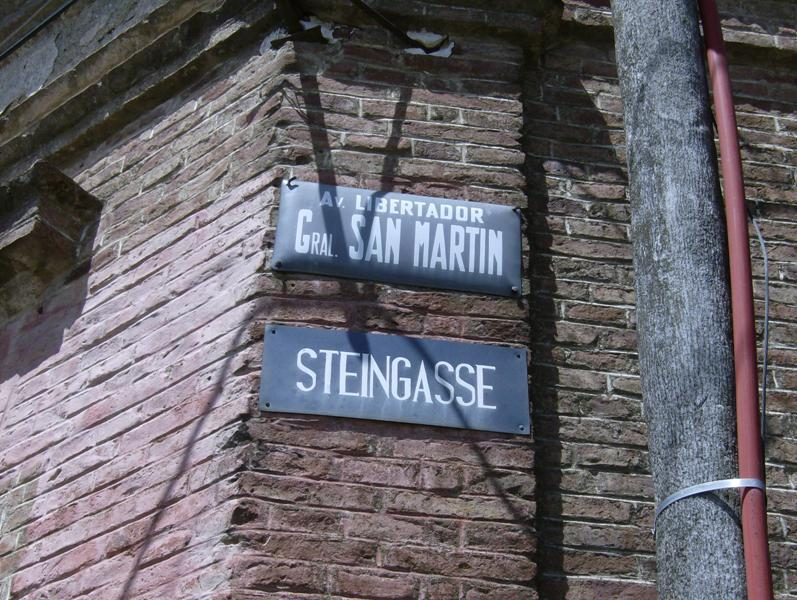
Signo callejero bilingüe en San José, Coronel Suárez, Argentina (colonia alemana del Volga)
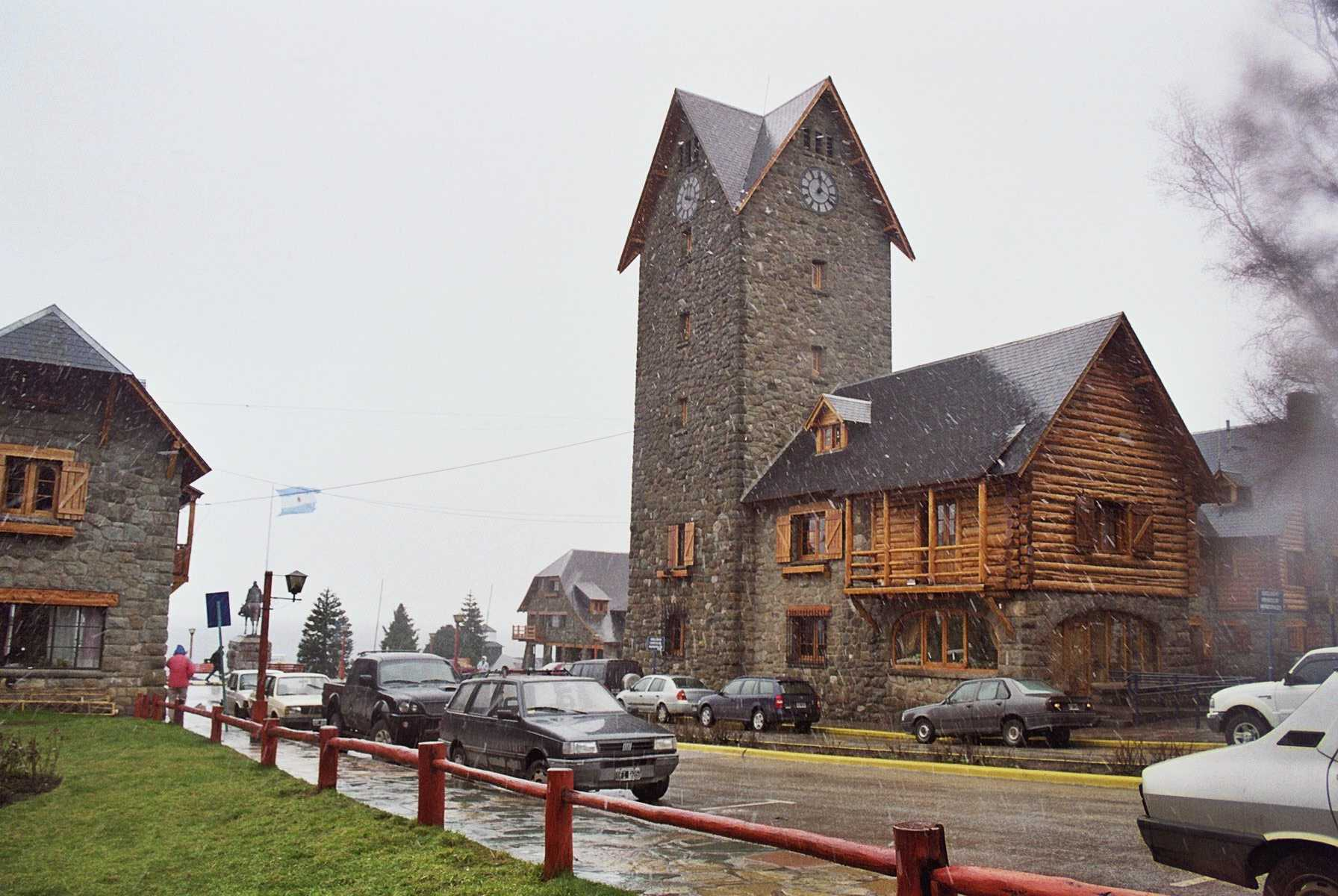
Estilo alemán en la arquitectura de Bariloche.
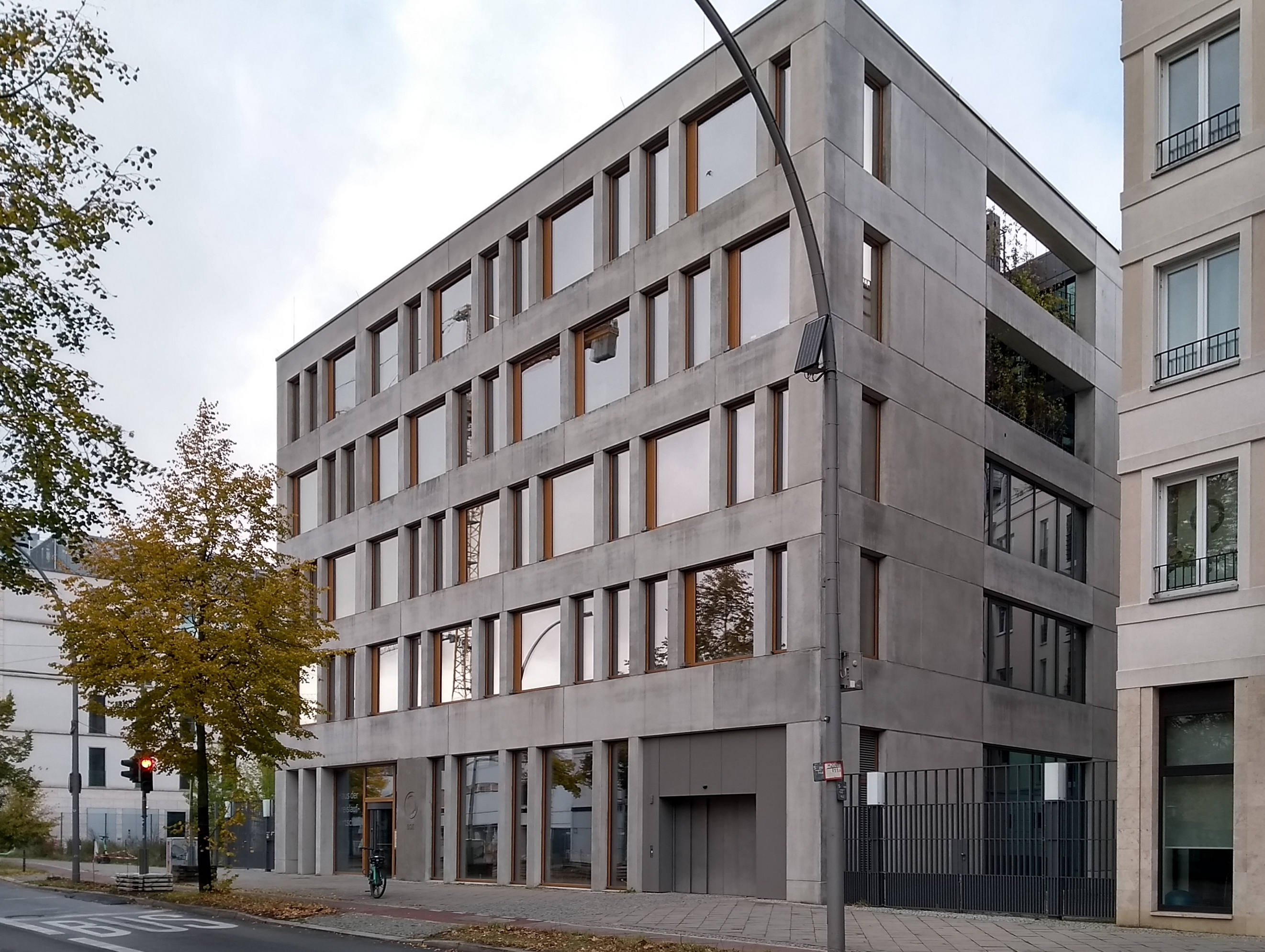
Embajada de Argentina en Berlín